# Waldemar Błaszczyk
Waldemar Błaszczyk (n. 1973, Bardo, Voievodatul Silezia Inferioară, Polonia) este un actor polonez de film.

## Filmografie
- 2013: Rodzinka.pl, în rolul lui Borys (ep. 93 și 94)
- 2013: Prawo Agaty, în rolul lui Grzegorz
- din 2013: Pierwsza miłość în rolul lui Janusz
- 2012: Reguły gry, în rolul lui Marek
- 2011: Komisarz Alex, în rolul lui Piotr Szubski (ep. 1)
- 2011: Wiadomości z drugiej ręki, în rolul lui Tomasz
- din 2010: Na Wspólnej, jako radny, Damian Cieślik
- 2009: Trzy Minuty. 21:37
- 2009: Na dobre i na złe, în rolul lui Olewicz
- 2009: Doręczyciel, în rolul lui Rafał Kmiecik
- 2008: Na kocią łapę, jako Andrzej
- 2007: Ja wam pokażę!, în rolul lui Krzysztof, partner Uli
- 2007: Klan, în rolul lui Mateusz
- 2006: Kochaj mnie, kochaj!, în rolul lui Darek Dajewski
- 2006: Ja wam pokażę!, în rolul lui Krzysztof
- 2006: Kto zabił Stalina?
- 2005-2007: Niania
- 2004: Camera Café, în rolul lui Marcin
- 2004-2007: Kryminalni
- 2003: Tak czy nie?, jako Ochroniarz Grzegorz
- 2003: Zaginiona, în rolul lui Cezary Warchoł
- 2003: Miodowe lata în rolul lui Bartuś (ep. 113)
- 2003: Zostać miss 2, în rolul lui Ochroniarz
- 2002-2003: Kasia i Tomek, în rolul lui Ksiądz
- 2002: Na dobre i na złe
- 2002: Sfora
- 2001: Więzy krwi, în rolul lui Marcin Bochenek
- 2001: Tam i z powrotem
- 1999-2000: Czułość i kłamstwa, în rolul lui Filip Matuszewski
- 1997: Klan, în rolul lui Mateusz Wielicki
- 1996: Autoportret z kochanką, în rolul lui Kuba